# Супуру де Жос (Сату Маре)
Супуру де Жос (рум. Supuru de Jos) насеље је у Румунији у округу Сату Маре. Oпштина се налази на надморској висини од 145 m.

## Становништво
Према подацима из 2002. године у насељу је живело 1340 становника.

### Попис2002.
| Расподела становништва по националности 2002.‍ | Расподела становништва по националности 2002.‍ | Расподела становништва по националности 2002.‍ | Расподела становништва по националности 2002.‍ | Расподела становништва по националности 2002.‍ |
| --------------------------------------------- | --------------------------------------------- | --------------------------------------------- | --------------------------------------------- | --------------------------------------------- |
|                                               |                                               |                                               |                                               |                                               |
| Румуни                                        | Румуни                                        |                                               | 1.083                                         | 81,1%                                         |
| Мађари                                        | Мађари                                        |                                               | 56                                            | 4,2%                                          |
| Роми                                          | Роми                                          |                                               | 196                                           | 14,7%                                         |